# D. C. Cooper
Donald Christopher Cooper, detto D. C. (Johnstown, 22 agosto 1965), è un cantante statunitense.

## Biografia

### Carriera
Nato in Pennsylvania e formatosi a Pittsburgh studiando canto sotto la guida del maestro d'opera Charlotte Coleman, è oggi considerato dalla stampa di settore uno dei cantanti più dotati nel panorama heavy metal contemporaneo. Dotato di una voce estremamente potente e duttile, è in grado di spaziare dall'heavy metal (power, prog, neoclassico) all'hard rock, all'AOR.
Ancor prima di militare nella band che lo ha reso celebre, i Royal Hunt, fu in lizza per prendere il posto di Rob Halford nei Judas Priest.
Il 26 dicembre 1994 entra ufficialmente nei Royal Hunt in cui militò dal 1994 al 1998 pubblicando gli album Moving Target, Paradox e Live 1996.
Nel 1999 abbandona il gruppo per proseguire da solo la sua carriera che lo vede protagonista dell'album omonimo uscito nello stesso anno.
Nel 2000 fonda i Silent Force insieme al chitarrista dei Sinner Alex Beyrodt, pubblicando gli album Empire of Future, Infatuator, Worlds Apart e Walk the Earth.
Vanta inoltre numerose partecipazioni su metal opera e progetti paralleli: Shadow Gallery, Explorers Club, Aina, Once And Future King di Gary Hughes (Ten), Missa Mercuria, Edenbridge, Steel Seal, Genius e Amaran's Plight.
Nel 2011, a seguito delle numerose richieste dei fan e dell'etichetta discografica, rientra nei Royal Hunt per una serie di concerti nei quali il gruppo ha eseguito interamente Paradox e vari brani tratti da Moving Target. Con i Royal Hunt, D. C. Cooper ha successivamente pubblicato Show Me to Live e A Life to Die For.

### Vita privata
Quando non è in tour si dedica ad attività di volontariato come pompiere e come EMT nella croce rossa in Pennsylvania.
È sposato con Michelle Cooper, dalla quale ha avuto 2 bambini, Clayton e Carson.

## Discografia

### Da solista
- 1999 - D. C. Cooper

### Con i Royal Hunt
- 1995 - Moving Target
- 1995 - Far Away (EP)
- 1996 - Live - 1996 (live)
- 1997 - Paradox
- 1998 - Closing the Chapter (live)
- 1998 - Message To God (EP)
- 2011 - Show Me to Live

### Con i Silent Force
- 2000 - The Empire of Future
- 2001 - Infatuator
- 2004 - Worlds Apart
- 2007 - Walk the Earth

### Con gli Amaran's Plight
- 2007 - Voice in the Light

### Collaborazioni
- 1998 - Shadow Gallery - Tyranny
- 1998 - Explorers Club - Age of Impact
- 2002 - Missa Mercuria
- 2003 - Edenbridge - Aphelion
- 2003 - Gary Hughes - Once and Future King Part II
- 2006 - Dol Ammad - Ocean Dynamics
- 2007 - Genius - Episode 3: The Final Surprise
- 2007 - Steel Seal - By the Power of Thunder
- 2007 - Persephone's Dream - Pyre of Dreams